# Estádio Fragata Presidente Sarmiento
O Estádio Fragata Presidente Sarmiento (Estadio de Almirante Brown) é um estádio multi-esportivo localizado em Isidro Casanova, no partido de La Matanza, na província de Buenos Aires, Argentina. A praça esportiva, usada principalmente para o futebol, pertencente ao Almirante Brown, foi inaugurada em 14 de junho de 1969 e tem capacidade para cerca de 25.000 torcedores.

## História

### Inauguração
Em 30 de outubro de 1964, Arturo Humberto Illia, presidente da Argentina, e Don Isidro R. Bakirdjian, intendente de La Matanza, doaram ao Almirante Brown um imóvel de doze hectares localizado na cidade de Isidro Casanova. Em 31 de março de 1968, foi colocada a pedra fundamental para a construção do novo estádio. A obra foi concluída quinze meses depois, e em 14 de junho de 1969, o estádio foi finalmente inaugurado com a partida entre Almirante Brown e San Telmo, que terminou em 3 a 2 para os visitantes. Oito anos depois, o estádio foi rebatizado com seu nome atual, Fragata Presidente Sarmiento.

### Origem do nome
Chama-se Fragata Presidente Sarmiento desde 1977, em homenagem ao primeiro navio-escola moderno que o país construiu para esse fim.